# Onze-Lieve-Vrouw van de Rozenkranskerk (Weelde-Station)

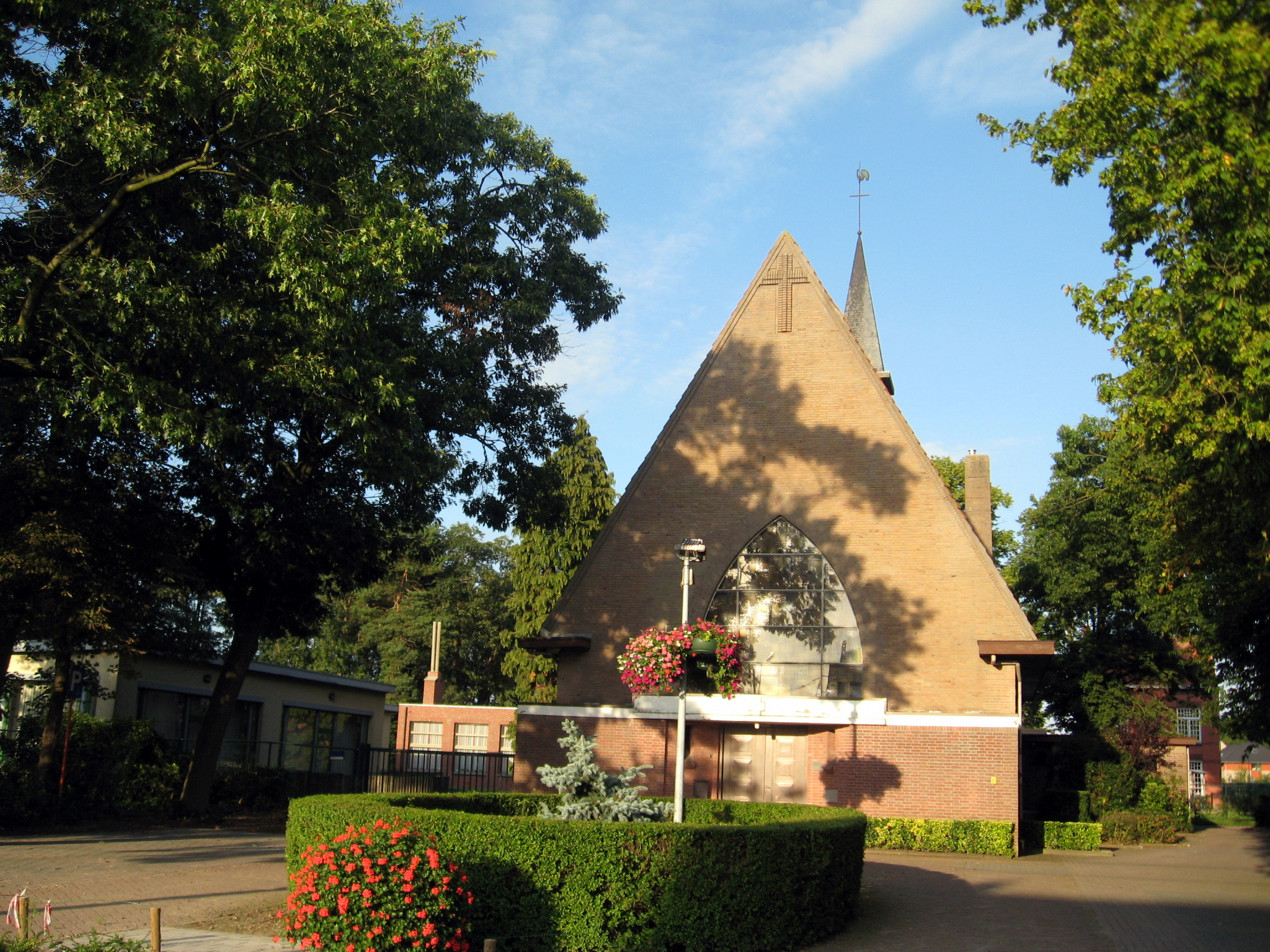
Onze-Lieve-Vrouw van de Rozenkranskerk

De Onze-Lieve-Vrouw van de Rozenkranskerk is de parochiekerk van de tot de Antwerpse gemeente Ravels behorende plaats Weelde-Station, gelegen aan Bredaseweg 50.

## Geschiedenis
In 1912 werd een wijkkapel ingezegend, Vredenburg genaamd. Deze was afhankelijk van de Sint-Pietersparochie te Turnhout. Van 1931-1932 werd een definitieve kerk gebouwd die tijdens de Tweede Wereldoorlog weliswaar zwaar beschadigd raakte doch op 29 november 1944 weer in gebruik kon worden genomen.
De kerk kreeg in 1956 de status van bijkerk en kapelanij, en in 1979 werd het een zelfstandige parochiekerk.

## Gebouw
Het betreft een georiënteerde bakstenen zaalkerk onder hoog zadeldak. Boven hetb koor bevindt zich op het dak een dakruiter. Het voorgebouwde ingangsportaal heeft twee zijkapellen, aan Onze-Lieve-Vrouw respectievelijk Sint-Jozef gewijd. De glas-in-loodramen zijn van 1931 en stellen zes aartsengelen voor. De kruiswegstaties zijn in koperdrijfwerk uitgevoerd.